# Sirte (districte)
El districte de Sirte (àrab: شعبية سرت, xaʿbiyyat Sirt) és un dels vint-i-dos districtes de Líbia. Amb costa sobre el Mar Mediterrani, més concretament sobre el Golf de Sidra. La ciutat de Sirte és la seva capital. En la qual es troba la prestigiosa Universitat d'Al-Tahadi.

## Superfície i població
La superfície d'aquest districte abasta uns 77.660 km². La població està composta per uns 141.378 habitants, segons les xifres del cens realitzat l'any 2006. La densitat poblacional del Districte de Sirte és d'1,82 habitants per km².